# Melani Soriani
Melani Soriani (19 settembre 1987) è un'ex cestista argentina con cittadinanza italiana.

## Carriera
Con l'Argentina ha disputato i Campionati americani del 2011.